# Über den physiologischen Schwachsinn des Weibes

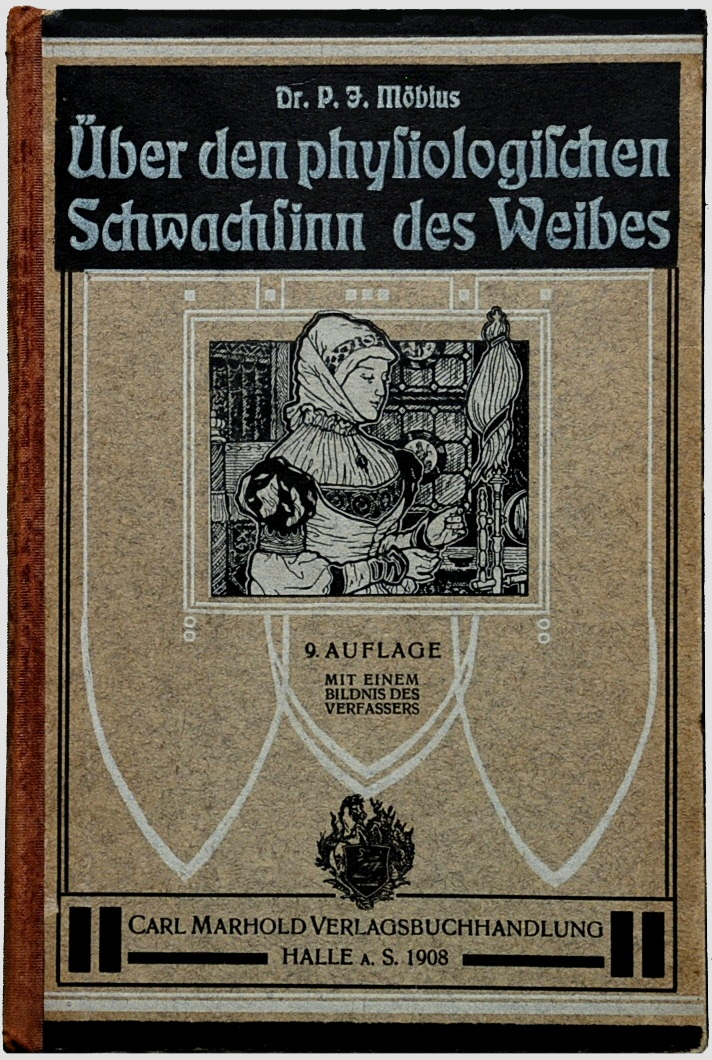
Illustrierter Verlagseinband der 9. Auflage 1908

Über den physiologischen Schwachsinn des Weibes ist ein erstmals im Jahr 1900 erschienenes Essay des Neurologen und Psychiaters Paul Julius Möbius.
Durch die Veröffentlichung seines provokanten 23-seitigen Werkes in der Sammlung zwangloser Abhandlungen aus dem Gebiete der Nerven- und Geisteskrankheiten erlangte der zuvor weitgehend unbekannte Möbius große öffentliche Aufmerksamkeit. Das Essay wurde mehrfach nachgedruckt und erschien in vielfacher Auflage auch als Einzelband, wobei im Anhang auch zahlreiche Leserbriefe aufgenommen wurden, die in späteren Auflagen einen Großteil des Buches ausmachten.
Möbius’ Essay erschien auf dem Höhepunkt einer in Deutschland hitzig geführten Debatte über die Zulassung von Frauen zum Medizinstudium. Möbius stellte darin die These auf, Frauen hätten von Natur aus eine physiologisch bedingte geringere geistige Begabung als Männer. Dieser weibliche „Schwachsinn“ diene der Arterhaltung des Menschen und sei Folge seiner Evolution.

## Gegenstimmen
1903 nahm sich die Ärztin und Schriftstellerin Johanna Elberskirchen in ihrem Aufsatz Feminismus und Wissenschaft des Möbius-Essays an:
„Ich hätte auch schreiben können ‚Feminismus und Schwachsinn‘, denn die Kritik, die im Namen der Wissenschaft am Feminismus verbrochen wird, hat oft mit Wissenschaft wenig zu tun. Jedoch meine angeborene Courtoisie gegenüber dem männlichen Geschlecht verbot mir, auf den Wegen des Herrn Möbius zu wandeln. Meiner Ansicht nach sind die Herren Gelehrten, insbesondre die Herren Naturwissenschaftler und die Herren Mediziner die ungeeignetsten Leute, sich kritisch mit dem Feminismus zu befassen. Sie stehen dem Weibe zu persönlich und zu materialistisch gegenüber und beurteilen es aus einer ganz schiefen und recht beschränkten Perspektive, jedenfalls von ganz unwissenschaftlichen Gesichtspunkten aus.“
„Nein, Herr Möbius, das Weib ist nicht schwach, nicht inferior, nicht ‚physiologisch schwachsinnig‘, aber das Weib ist krank – es leidet zu sehr unter der Herrschaft des männlichen Sexus.“
1905 veröffentlichte Max(ie) Freimann eine satirische Antwort auf Möbius’ Essay mit dem Titel Über den physiologischen Stumpfsinn des Mannes.
1913 nahm die Ärztin, völkisch-nationale Feministin und Gegnerin des Frauenwahlrechts Mathilde Ludendorff (noch unter dem Namen von Kemnitz) in ihrer Doktorarbeit Der asthenische Infantilismus des Weibes in seinen Beziehungen zur Fortpflanzungstätigkeit und geistigen Betätigung kritisch Stellung. Sie vertrat die These, dass die festgestellten Unterschiede der geistigen Fähigkeiten von Mann und Frau das Ergebnis von Erziehung und gesellschaftlichen Prozessen seien. Um geschlechtsspezifische Unterschiede wissenschaftlich feststellen zu können, müsse zunächst die Gleichberechtigung der Geschlechter hergestellt werden. Diese These begründete sie in weiteren Büchern wie Das Weib und seine Bestimmung. Ein Beitrag zur Psychologie der Frau und zur Neuorientierung ihrer Pflichten (1917) und Erotische Wiedergeburt (1919).

## Ausgaben
- Paul Julius Möbius: Ueber den physiologischen Schwachsinn des Weibes (= Sammlung zwangloser Abhandlungen aus dem Gebiete der Nerven- und Geisteskrankheiten. Band 3, Nr. 3). 2. Auflage. Marhold, Halle a. S. 1901, DNB 580748456.
- Paul Julius Möbius: Über den physiologischen Schwachsinn des Weibes. Statt eines Kommentars: Die Freundinnen. Eine Szene von Lemercier de Neuville sowie drei Gedichte von Helmut Maria Soik. Matthes und Seitz, München 1977, ISBN 3-88221-003-6 (ISBN im Buch fälschlich 3-8821-003-6).
- Paul Julius Möbius: Über den physiologischen Schwachsinn des Weibes. Faks.-Dr. der 8., veränd. Aufl. Halle, 1905. Bechtermünz-Verlag, Augsburg 2000, ISBN 3-8289-4845-6.